# Alberto Massa Murazzi
Alberto Esteban Massa Murazzi (Lima, 25 de mayo de 1952, 13 de marzo de 2025) fue un escritor y diplomático peruano.  

## Biografía
Estudió en el colegio Maristas San Isidro, Lima, y en la Universidad Nacional Mayor de San Marcos de Lima. Se graduó de la Academia Diplomática del Perú el 1 de enero de 1977, con el título de Licenciado en Relaciones Internacionales. Está casado y es padre de dos hijas.

## Vida diplomática
En su calidad de miembro del Servicio Diplomático del Perú, ha prestado servicios en diferentes dependencias del Ministerio de Relaciones Exteriores del Perú. Igualmente ha servido en la Representación Permanente del Perú ante los Organismos Internacionales con sede en Ginebra, Suiza, en las Embajadas del Perú en Bolivia, Alemania y Colombia, y ha sido Cónsul General del Perú en las ciudades de Bogotá, Los Ángeles y Shanghái. 
Se desempeñó como comisario general del Perú para la Exposición Internacional de Yeosu (2012), Expo Yeosu 2012, República de Corea, luego de haber desempeñado el cargo de comisario alterno para la Exposición Universal de Shanghái de 2010, Expo Shanghái 2010. 
De marzo de 2013 a abril de 2018 fue cónsul general del Perú en Houston, EE. UU. En mayo de 2018 pasó a ejercer el cargo de Director de la Oficina Desconcentrada del Ministerio de Relaciones Exteriores en la ciudad de Tacna, Perú.
En febrero de 2020 fue nombrado, mediante Resolución Suprema N° 034-2020-RE, Embajador del Perú ante Nicaragua.

## Publicaciones

### Novelas
- Los Ángeles Encumbrados –Editorial Tatuajes, 1988
- La Piedra, Editorial Representaciones Int., 2002
- El Último Día de Francisco Pizarro, Editorial Alfaguara, 2003
- El Secreto del Dios Viajero, Alfaguara, 2006
- El Oculista, Alfaguara, 2009